# Acrobates frontalis
Acrobates frontalis is een zoogdier uit de familie van de vliegende buidelmuizen (Acrobatidae). De wetenschappelijke naam van de soort werd voor het eerst geldig gepubliceerd door Charles Walter De Vis in 1887.

## Taxonomie
De soort werd lang als synoniem voor de vliegende buidelmuis (Acrobates pygmaeus) beschouwd. Sinds 2015 wordt deze soort echter als aparte soort gerekend op basis van morfologische en genetische verschillen.

## Voorkomen
De soort komt voor in oostelijk Australië, van het Kaap York-schiereiland tot in Victoria. De soort komt in het grootste deel van zijn leefgebied sympatrisch voor met de vliegende buidelmuis (Acrobates pygmaeus).